# 日本アパッチ族
『日本アパッチ族』（にほんアパッチぞく）は、小松左京によるSF小説。作者の処女長編である。初出は1964年、光文社カッパ・ノベルス。

## 執筆
小松がプロの作家としてデビューする前から、妻の娯楽のために書き溜めたものが原型である。小松は終始「ラジオが質入れされて、妻の楽しみがなくなったので執筆した」と述懐していたが、実際のところラジオは「故障して修理に出していた」だけで小松の早とちりだったらしいことが後年判明している。
初稿は原稿用紙850枚ほどであったが、出版に際して200枚分ほどカットし、さらにイラストを入れるため100枚切ることを要求されたため、光文社での次作『日本沈没』では絶対にカットしないという約束で執筆したという。担当編集者は伊賀弘三良。

## あらすじ
1960年代の、史実とは違う日本が舞台である。この世界では戦後の日本国憲法の方向性に対する反動が、実際に大きな流れとなって体制を変更したという仮定の歴史に基づく。そこでは基本的人権に関する条項のいわゆる権利が義務に置きかえられ、たとえば「労働の権利」のかわりに「労働の義務」が存在している。これに応じて労働法の改悪と引き換えに死刑が廃止され、重犯罪者（政治犯も含む）は「社会からの追放」という刑をうける。そして「失業」は重大な体制への反抗であり、追放刑の対象となる。追放地は社会と隔離された不毛の地であり、そのひとつが大阪砲兵工廠の跡地「法務省指定近畿地区追放地」、通称「大阪追放地」である。
またこの世界では、日本は再軍備しており「帝国」陸海空軍が存在する（核武装もしており、作品後半では原子砲も使用される）。
主人公である木田福一は、会社の上司に反抗して解雇され、一定期間内に再就職しなかった「失業罪」により「追放刑」の判決を受け、砲兵工廠跡地に「追放」される。
「追放刑」とは社会からの追放。自由だが不毛の追放地の中での「自由」は死を意味する。野犬に食われかけたところを政治犯の山田に救われ、一か八かの脱出を計画するも、寸前のところで失敗、山田は命を落とす。
木田も飢えで死に掛けたところを、謎の男たちに救われる。彼らこそ、大阪追放地の看守たちが噂するアパッチであった。アパッチは追放地の中に閉じ込められた元くず鉄泥棒たちが、ふとしたきっかけから「鉄を食べる人種」に進化したものである。通常の人間より強い腕力を持つ彼らは、二毛次郎大酋長の下で団結し、権力に反抗していた。
やがて木田もアパッチの一員になり、追放地の中で暮らすようになるが、ある日アパッチの交易相手の朝鮮人のスクラップ業者が警察に逮捕される。以前から追放地内でのアパッチの反抗に手を焼いていた国家が、とうとうアパッチ殲滅に乗り出すことにしたのだ。
アパッチの生存をかけて軍と対立、外の世界で自治の確立に向けて否応なく立ち上がるアパッチたち。その後、日本各地の工業地帯に彼らと同じ体質の人間が次々と出現。仲間も増え、彼らは居留地を持ち、「産業」にまで影響をもたらすようになってくる。ついに、クーデターにより政権を掌握した軍隊との本格的な対決が始まり、それはやがて「日本」という国家の存亡にかかわる大事件につながっていくのである。

## 登場人物

### アパッチ族
元来はくず鉄泥棒であったが、鉄を食うことで生まれた新しい種族、という設定である。実際には鉄だけでなく銅なども食い、またガソリンや塩酸を飲料とする。排泄物は高純度な鉄で、資源として利用できる。生殖は酸性の精子とアルカリ性の卵子の中和作用によって受精が行なわれる。皮膚は鋼鉄化しており、また神経系や生殖器は銅に置き換わっている。そのため体重増と同時に、筋力・反応速度は強化され、耐久性も一般人類より遙かに高まっている。体色はやや赤錆びがかった色になる。同時に、感情が表情に出にくくなり、死ぬときのみ笑うようになる。四肢が切断されるよな大きなダメージを受けても、熔接などの処置で回復することが可能。さらに死んだアパッチの心臓を移植することで、廃車や廃バイクを「家畜」として利用している。
服装などもアメリカ先住民に似せた姿を取っているが、これは西部劇におけるアパッチ族のイメージを流用し、仲間意識を高める、という後述の首領の意図があったことが述べられている。これは議決の方法として直接民主制をとることなどにも関わっている。
木田福一（キィ公）
この作品の主人公。「失業罪」により追放刑とされ、山田とともに追放地からの脱出をはかるも後一歩で失敗。野犬に食われかけるが、アパッチに助けられ、彼らの仲間になる。武器類に関する知識が豊富であり、アパッチの中では人間に見た目が近かった彼は、大酋長二毛次郎の側近としてアパッチ革命に参加することになる。物語は、酋長の側近としてアパッチによる革命を見届けた木田が後年に遺した著書『日本滅亡誌』の記述というスタイルで進行していく。
二毛次郎（にげ じろう）
アパッチ大酋長。かつてまだアパッチ族が普通の人間であり、くず鉄泥棒だった頃、軍隊の秘密作戦により皆殺しにされかかったが、彼の卓越した指導により生き残った一部の人々が追放地内に潜伏し、やがて「鉄を食べる」方法を見つけ出しアパッチ族が誕生した。性格は冷酷であり、独裁者的である。しかし日本が滅亡した時に、彼は古き日本に哀悼の意を表明し、やがて建国されたアパッチ国の再建が軌道に乗ると、死を偽装。民衆にまぎれて自らを「独裁者」として糾弾する運動を扇動し、歴史から去っていくのであった。なお、この名の読みは「にげ じろう」であるが、外国記者から「ジロウ＝ニモウ」と読み間違いされる。
赤帽
アパッチ族の中での木田の友人。最初に彼を助けた。元はくず鉄屋であり、外部との交易の中心人物であった。
ダイモンジャ
アパッチ族の中での木田の友人。インテリである大酋長の側近であり科学担当。アパッチの生理などは、ほとんど彼の研究により解明された。不幸にも流れ弾に当たって亡くなる。

### 人間
山田捻
政治犯。追放刑を受けていたが、革命への執念に燃える彼は追放地の中で生き延びていた。木田を助け、脱出の仲間に加えるが、成功の一歩手前で死を迎える。しかし彼と木田の事件は、これまで脱出者を出したことのなかった追放地の管理行政に大きな打撃をあたえ、その原因がアパッチと関連づけられた結果、ついに軍の追放地介入をまねいてしまう。「人間」として信念に殉じた彼は、アパッチと対比する存在として木田に印象づけられる。
浦上
木田のかつての友人であり新聞記者。アパッチの反乱についての情報を木田から受け、スクープにする。やがてアパッチの仲間になるのだが、人間社会に未練が残っている。
村田
新聞社の部長であり浦上の上司である。かつて革新勢力に所属していた妻を亡くした彼は、権力に従属するマスコミへの最後の反抗としてアパッチに協力することにする。
野田某
大物政治家の庶子であり山師。アパッチが「鉄を食べる」ことに金儲けのにおいを感じ取り、酋長に接近、アパッチ居留地での「食糧供給」を一手に引き受けて財を成すが、それが日本滅亡のきっかけになる。なお「某」は本名（野田姓のなにがしという意味ではない）。
朴桂成
アパッチとの鉄の密貿易を行っていた朝鮮人のスクラップ業者。
金山
朴の親分格の人物。

## 書誌
- 『日本アパッチ族』光文社〈カッパ・ノベルス〉、1964年。
- 『日本アパッチ族』角川書店〈角川文庫〉、1971年。
- 『日本アパッチ族』光文社〈光文社文庫〉、1999年8月。ISBN 4-334-72869-3。
- 『小松左京全集 完全版 1 日本アパッチ族 エスパイ』城西国際大学出版会、2006年9月。ISBN 4-903624-01-3。
- 『日本アパッチ族』角川春樹事務所〈ハルキ文庫〉、2012年11月。ISBN 978-4-7584-3690-8。

## 漫画
小松左京原作の初コミックとして、やなせたかしによる漫画化作品が、週刊漫画TIMESの1964年5月1日号に掲載された。のち、『小松左京原作コミック集』（小学館）に収録された。原作では割愛されたヒロインを巡るエピソードが挿入されている。

## ラジオドラマ
- 1972年5月27日　NHKラジオ第1放送文芸劇場（NHK大阪放送局制作）
- 2012年11月21日　『鉄になる日』MBSラジオ（演出：島秀一、脚色：林一郎）
  - 現代風にアレンジ。文化庁芸術祭ラジオ部門大賞、ギャラクシー賞ラジオ部門大賞を受賞[5]。アジア太平洋放送連合（ABU）賞大賞を受賞。

## 映画化構想
東宝において岡本喜八監督、クレージーキャッツ主演の映画化が企画されたが頓挫した。なお、『小松左京セレクション2　時間エージェント』 (ポプラ文庫) 後書きには、「1960年代の東宝では、反体制的な色合いの濃い映画になりかねませんでした。私はそれがいやでした。従って私のほうから映画化を断ったのです。」「平井和正さんにもっとシュールでハチャメチャで奇想天外な映画になるよう脚色を依頼しました。しかし平井さんも忙しく、結局、映画は実現しませんでした。」とある。また、この映画化企画については、小松の自伝的著書等では、まったく言及されていない。